# إيست ميدو
إيست ميدو (بالإنجليزية: East Meadow) هي قرية غير مضمنة في ولاية نيويورك الأمريكية.
يبلغ عدد سكانها حسب تعداد سنة 2000: 37,461 نسمة. ويبلغ عددهم حسب تقدير 2007 حوالي:37,700 نسمة.

## التركيبة السكانية
حدّد مكتب تعداد الولايات المتحدة بيانات التركيبة السكانية لإيست ميدو في تعداد الولايات المتحدة. في ما يلي، التركيبة السكانية حسب تعدادي 2000 و2010.

### تعداد عام 2000
بلغ عدد سكان إيست ميدو 37,461 نسمة بحسب تعداد عام 2000، وبلغ عدد الأسر 12,186 أسرة وعدد العائلات 9,649 عائلة مقيمة في المنطقة السكنية. في حين سجلت الكثافة السكانية 2,298.2 نسمة لكل كيلومتر مربع (5,952.3/ميل2). وبلغ عدد الوحدات السكنية 12,375 وحدة بمتوسط كثافة قدره 759.2 لكل كيلومتر مربع (1,966.3/ميل2).
وتوزع التركيب العرقي للمنطقة السكنية بنسبة 85.29% من البيض و4.32% من الأمريكيين الأفارقة و0.15% من الأمريكيين الأصليين و6.68% من الأمريكيين ذوي الأصول الآسيوية و0.04% من سكان جزر المحيط الهادئ و1.96% من الأعراق الأخرى و1.57% من عرقين مختلطين أو أكثر و7.01% من الهسبانيون أو اللاتينيون من أي عرق.
بلغ عدد الأسر 12,186 أسرة كانت نسبة 38.4% منها لديها أطفال تحت سن الثامنة عشر تعيش معهم، وبلغت نسبة الأزواج القاطنين مع بعضهم البعض 67.2% من أصل المجموع الكلي للأسر، ونسبة 9% من الأسر كان لديها معيلات من الإناث دون وجود شريك، بينما كانت نسبة 3% من الأسر لديها معيلون من الذكور دون وجود شريكة وكانت نسبة 20.8% من غير العائلات. تألفت نسبة 17.9% من أصل جميع الأسر من عدة أفراد يعيشون في نفس المنزل ونسبة 11.6% كانت تتألف من شخص يعيش بمفرده يبلغ من العمر 65 عاماً أو أكثر. وبلغ متوسط حجم الأسرة المعيشية 2.94، أما متوسط حجم العائلات فبلغ 3.34.
بلغ العمر الوسطي للسكان 38.6 عاماً. وكانت نسبة 23.1% من القاطنين تحت سن الثامنة عشر، وكانت نسبة 6.6% بين الثامنة عشر والرابعة والعشرين عاماً، ونسبة 27.8% كانت واقعةً في الفئة العمرية ما بين الخامسة والعشرين والرابعة والأربعين عاماً، ونسبة 22% كانت ما بين الخامسة والأربعين والرابعة والستين، ونسبة 16.2% كانت ضمن فئة الخامسة والستين عاماً فما فوق. يوجد لكل 100 أنثى 92.3 ذكر، ويوجد لكل 100 أنثى في الثامنة عشر من عمرها فما فوق 88.9 ذكر.
بلغ متوسط دخل الأسرة في المنطقة السكنية 67,185 دولارًا، أما متوسط دخل العائلة فبلغ 74,691 دولارًا. وكان متوسط دخل الذكور 50,325 دولارًا مقابل 35,422 دولارًا للإناث. وسجل دخل الفرد الخاص بالمنطقة السكنية 27,076 دولارًا. وكانت نسبة 2.3% من العائلات ونسبة 3.8% من السكان تحت خط الفقر، وكان من هؤلاء نسبة 4.1% تحت سن الثامنة عشر ونسبة 4.2% في الخامسة والستين من العمر وما فوق.

### تعداد عام 2010
بلغ عدد سكان إيست ميدو 38,132 نسمة بحسب تعداد عام 2010، وبلغ عدد الأسر 12,410 أسرة وعدد العائلات 9,444 عائلة مقيمة في المنطقة السكنية. في حين سجلت الكثافة السكانية 2,339.4 نسمة لكل كيلومتر مربع (6,059.0/ميل2). وبلغ عدد الوحدات السكنية 12,863 وحدة بمتوسط كثافة قدره 789.1 لكل كيلومتر مربع (2,043.8/ميل2).
وتوزع التركيب العرقي للمنطقة السكنية بنسبة 77.33% من البيض و5.18% من الأمريكيين الأفارقة و0.11% من الأمريكيين الأصليين و11.61% من الأمريكيين ذوي الأصول الآسيوية و0.02% من سكان جزر المحيط الهادئ و3.80% من الأعراق الأخرى و1.94% من عرقين مختلطين أو أكثر و12.20% من الهسبانيون أو اللاتينيون من أي عرق.
بلغ عدد الأسر 12,410 أسرة كانت نسبة 34.8% منها لديها أطفال تحت سن الثامنة عشر تعيش معهم، وبلغت نسبة الأزواج القاطنين مع بعضهم البعض 62.6% من أصل المجموع الكلي للأسر، ونسبة 9.8% من الأسر كان لديها معيلات من الإناث دون وجود شريك، بينما كانت نسبة 3.7% من الأسر لديها معيلون من الذكور دون وجود شريكة وكانت نسبة 23.9% من غير العائلات. تألفت نسبة 20.4% من أصل جميع الأسر من عدة أفراد يعيشون في نفس المنزل ونسبة 13.6% كانت تتألف من شخص يعيش بمفرده يبلغ من العمر 65 عاماً أو أكثر. وبلغ متوسط حجم الأسرة المعيشية 2.91، أما متوسط حجم العائلات فبلغ 3.36.
بلغ العمر الوسطي للسكان 41.9 عاماً. وكانت نسبة 20.6% من القاطنين تحت سن الثامنة عشر، وكانت نسبة 8.6% بين الثامنة عشر والرابعة والعشرين عاماً، ونسبة 25% كانت واقعةً في الفئة العمرية ما بين الخامسة والعشرين والرابعة والأربعين عاماً، ونسبة 29% كانت ما بين الخامسة والأربعين والرابعة والستين، ونسبة 16.8% كانت ضمن فئة الخامسة والستين عاماً فما فوق. وتوزع التركيب الجنسي للسكان بنسبة 49.5% ذكور و50.5% إناث.

## أعلام
- رون هيلر
- فرانك فيولا
- ميليندا سوليفان
- كريس إينجل
- آدم بوش
- ريتشارد إنرايت
- كولمان جاكوبي
- جوزيف ميخائيل سوليفان